# Justin Thomas
Justin Louis Thomas (Louisville, 29 april 1993) is een golfprofessional uit de Verenigde Staten die momenteel uitkomt op de PGA Tour.
Thomas brak in 2017 bij het grote publiek door nadat hij vier PGA Tour-toernooien en de FedEx Cup in één jaar wist te winnen. Hij heeft ook reeds twee majortitels gewonnen, door zowel in 2017 als 2022 het PGA Championship op zijn naam te schrijven.
In mei 2018 werd Thomas de 21e speler die de nummer 1-positie op de Official World Golf Ranking behaalde. Verdeeld over twee periodes heeft hij in totaal 5 weken aan de top van deze ranking gestaan.

## Jeugd en amateurcarrière
Thomas werd geboren en groeide op in Louisville, waar hij naar de middelbare school ging op St. Xavier High School. Hij komt uit een echte golffamilie, omdat zijn vader Mike en grootvader Paul allebei ook op de PGA Tour gespeeld hebben.
In 2009 mocht Thomas als 16-jarige amateur deelnemen aan het Wyndham Championship, dat deel uitmaakte van het PGA Tour-seizoen. Met 16 jaar, 3 maanden en 24 dagen werd hij de op twee na jongste golfspeler ooit die de cut op een PGA Tour-evenement wist te halen.
Na zijn middelbare school ging Thomas spelen voor het golfteam aan de Universiteit van Alabama. In 2012 was Thomas de individuele winnaar van de Southeastern Conference en kreeg hij de Haskins Award voor de meest uitmuntende universiteitsgolfer van de Verenigde Staten. Het seizoen erna wist Thomas met zijn team de nationale universiteitstitel te winnen.

## Professionele carrière

### 2013-2016: Van Web.com Tour naar de PGA Tour
Door via de Q-school een tourkaart te bemachtigen op de Web.com Tour werd Thomas in 2013 professional. Hij won zijn eerste professionele evenement op het Nationwide Children's Hospital Championship in 2014, en eindigde als vijfde in het reguliere seizoen van de Web.com Tour en als derde na de Web.com Tour Finals. Door deze prestaties verdiende hij zijn PGA Tour-kaart voor het seizoen 2015. In 2015 wist Thomas zeven keer de top-10 en 15 keer de top-25 te halen, met twee keer een vierde plaats op het Quicken Loans National en Sanderson Farms Championship als zijn beste resultaten. Hij eindigde als 32e in de FedEx Cup van de PGA Tour en verloor nipt de Rookie of the Year-award aan Daniel Berger. 
Op 1 november 2015 behaalde Thomas zijn eerste overwinning op de PGA Tour door de CIMB Classic in Kuala Lumpur te winnen met één slag voorsprong op Adam Scott. Tijdens het toernooi had Thomas tijdens de tweede ronde al een baanrecord van 61 geschoten, wat bijdroeg aan zijn winnende score van 26 onder par.
Bijna exact één jaar na zijn eerste overwinning wist Thomas in oktober 2016 met succes zijn titel te verdedigen op de CIMB Classic voor zijn tweede Tour-zege.

### 2017: Vijf toernooioverwinningen, eerste major en FedEx Cup-winnaar
Thomas startte 2017 succesvol door in januari het SBS Tournament of Champions te winnen. Op het daaropvolgende toernooi, het Sony Open in Hawaï, werd Thomas de zevende speler in de geschiedenis van de PGA Tour die een 59 scoorde en de jongste speler ooit die een ronde onder de 60 schoot. Thomas volgende zijn succesvolle eerste ronde op met rondes van 64, 65 en 65, waarmee hij het toernooi met 7 slagen voorsprong won.
Tijdens de derde ronde van de US Open in juni 2017 evenaarde Thomas het record van 63 slagen in één ronde. Na drie rondes deelde hij de leiding met Brian Harman, wat de eerste keer voor hem was dat hij in de laatste groep mocht starten op een majortoernooi. Door een score van 75 op de laatste dag eindigde Thomas uiteindelijk op een gedeelde negende plaats.
Twee maanden later lukte het Thomas wel om zijn zenuwen in bedwang te houden tijdens de laatste dag van een majortoernooi. Na drie rondes stond Thomas op een gedeelde vierde plaats op het PGA Championship, en met een laatste ronde van 68 won hij met twee slagen voorsprong zijn allereerste majortoernooi.
Op het Dell Technologies Championship in augustus 2017 werd Thomas slechts de vierde golfer sinds 1960 op de PGA Tour die vijf toernooien, waaronder één majortoernooi, in één seizoen wist te winnen voor zijn 25e verjaardag. Hij voegde zich hiermee bij Jack Nicklaus, Tiger Woods en Jordan Spieth.
Nadat hij in het reguliere seizoen de eerste plaats op de FedEx Cup-ranking wist te halen, sloot Thomas het seizoen in de play-offs af met een tweede plaats op het Tour Championship. Dit was voldoende voor hem om zijn succesvolle jaar af te sluiten als winnaar van de FedEx Cup.
In het najaar van 2017 wist Thomas in Zuid-Korea ook nog de CJ Cup te winnen, wat reeds deel uit maakte van het nieuwe PGA Tour-seizoen.

### 2018-2021: Nummer 1 van de wereld
In februari 2018 won Thomas met The Honda Classic voor de achtste keer op de PGA Tour. Deze overwinning tilde Thomas naar de nummer drie van de wereldranglijst. De week erna verloor Thomas in een play-off van Phil Mickelson op het WGC-Mexico Championship. Ondanks zijn verlies steeg Thomas naar nummer twee op de wereldranglijst, wat zijn beste plaats tot dan toe in zijn carrière was. Na The Players Championship in 2018, waar Thomas als gedeelde elfde eindigde, lukte het Thomas om Dustin Johnson in te halen en de nieuwe nummer één van de wereld te worden. Hij verloor die positie na vier weken toen Johnson de FedEx St. Jude Classic won.
In augustus 2018 won Thomas zijn negende PGA Tour-evenement door de Bridgestone Invitational van de World Golf Championships op zijn naam te schrijven. In september 2018 kwalificeerde Thomas zich voor de eerste keer voor het Amerikaanse team dat deelnam aan de Ryder Cup. Team Europa versloeg het Amerikaanse team met 17,5-10,5, maar ondanks het verlies speelde Thomas een goed kampioenschap.
Nadat Thomas zich in 2019 opnieuw gekwalificeerd had voor de FedEx Cup play-offs, wist hij tijdens deze eindrondes de BMW Championship te winnen op 18 augustus 2019. Hiermee kwam Thomas ook aan de leiding in de FedEx Cup, maar tijdens het laatste toernooi werd hij door Rory McIlroy nog ingehaald. Op 20 oktober 2019 won Thomas voor een tweede maal de CJ Cup, en twee maanden wist hij voor de tweede keer met de Verenigde Staten de Presidents Cup te winnen. 
Op 5 januari 2020 won Thomas voor de tweede keer het Sentry Tournament of Champions in Hawaï, waar hij in een play-off Xander Schauffele en Patrick Reed versloeg. Op 2 augustus 2020 won Thomas met het FedEx St. Jude Invitational zijn tweede titel op de World Golf Championships. Zijn 13e overwinning op de PGA Tour bracht Thomas voor de tweede keer in zijn carrière op nummer één in de Official World Golf Ranking.
In maart 2021 wist Thomas The Players Championship te winnen door met één slag Lee Westwood te verslaan. In september 2021 speelde Thomas voor de tweede keer mee met het Amerikaanse team op de Ryder Cup. Het Amerikaanse team wist Team Europa met 19-9 te verslaan, en Thomas won hiermee zijn eerste Ryder Cup.

### 2022: 15e PGA Tour-titel en tweede major
Op 22 mei 2022 haalde Thomas een dubbelslag, door op het PGA Championship zijn tweede majortitel en vijftiende PGA Tour-titel te winnen. Hij startte de laatste dag met een achterstand van 7 slagen op de leider, maar wist uiteindelijk in een play-off Will Zalatoris te verslaan. Hiermee vestigde hij het record van grootste comeback tijdens de slotdag op het majortoernooi.

## Gewonnen toernooien

### PGA Tour
- CIMB Classic (2015, 2016)
- SBS Tournament of Champions (2017)
- Sony Open/Sentry Tournament of Champions (2017, 2020)
- PGA Championship (2017, 2022)
- Dell Technologies Championship (2017)
- CJ Cup (2017, 2019)
- The Honda Classic (2018)
- WGC-Bridgestone Invitational (2018)
- BMW Championship (2019)
- WGC-FedEx St. Jude Invitational (2020)
- The Players Championship (2021)
- RBC Heritage Classic (2025)

### Web.com Tour
- Nationwide Children's Hospital Championship (2014)